# 超時空要塞Plus
《超時空要塞Plus》是超時空要塞系列於1990年代中期發行的OVA，由TRIANGLE STAFF製作。描述初代超時空要塞故事後30年，統合軍於外星殖民地開發新式可變型戰鬥機的始末。本片共四集，並於1995年公開由四集OVA重新剪輯而成的電影版。本作品對於戰鬥機的纏鬥描繪受到了日本國內外廣大的好評，對往後空戰題材作品影響深遠。

## 概要
勇、卡爾德和謬是從小在伊甸行星一起長大的老朋友。勇與卡爾德以航空事業為職志，謬則希望成為歌手。然而，當三人在高中畢業時，因為一次不預期的意外，使得三人就此各分東西。而謬也為此放棄了成為歌手的理想，成為一個現實的商人。
2040年，地球統合軍為了替換VF-11展開了一項名為「超新星」的計畫，開發新一代的可變型戰鬥機。卡爾德以通用銀河公司的試飛主任的身分，於殖民星伊甸上的新愛德華基地負責YF-21的測試工作。已是統合軍中尉的勇也在此時調返故鄉，以試飛員的身分加入計畫，為另一競爭團隊試飛YF-19。而成為「夏濃之蘋果」經紀人的謬，則是為了公司的造勢活動而回到伊甸。在不預期的機緣中，三人終於又同時回到故鄉。這樣的重逢，挑起了他們心中塵封已久的心結。在新仇加舊恨下，勇與卡爾德兩人在超新星計畫中開始了激烈的互角。
同時，統合軍也正在進行一項秘密計畫——開發取代有人飛機的無人戰鬥機鬼魂X-9，並將於第一次宇宙大戰勝利紀念日發表。這一陰影，正要降臨在超新星計畫與兩位主角的身上。
這一次，他們將為過去的矛盾作出最後的總決算。

## 主要人物
勇·戴森（Isamu Alva Dyson，配音：山崎たくみ）
男主角之一，統合軍中尉，新星計畫中YF-19試飛員。性格耿直豪爽，飛行技術高超，服役紀錄輝煌，曾三次獲得羅伊·弗克獎提名，但以經常性違紀而惡名昭彰。
在Macross F劇場版中確認已加入民間軍事公司S.M.S。
卡爾德·哥文·波曼
男主角之一，新星計畫中YF-21試飛員兼設計主任，傑特拉帝人後裔，是勇與謬兒時的玩伴。高中畢業前，因謬而與勇交惡，是勇在公私兩方面的強勁對手。
謬芳容（Myung Fang Lone，配音：深見梨加）
女主角，虛擬偶像夏濃之蘋果名義上經紀人，以歌手為職志，後因故放棄此目標而退居幕後。是勇與卡爾德兒時之玩伴，三人情同兄弟姊妹。
米拉德·強森（配音：內海賢二）
新愛德華空軍基地司令官，上校，為一條輝的部下之一。前統合軍試飛員，曾因試飛事故失去左腳，外表嚴厲但作風開明。
露西（Lucy Macmillan，配音：林原惠）
新愛德華空軍基地戰管，勇的女友。
楊·諾曼（Yang Neumann，配音：西村智博）
YF-19主任設計師，勇的合作夥伴。因工作關係而十分嘮叨，常常被勇欺負。製作病毒與入侵系統是其興趣，是本片中的甘草人物。

馬季（配音：速水獎）
夏濃的蘋果計畫實際上之負責人，對人工智能有偏執，為達目的不擇手段。
雷蒙（配音：銀河萬丈）
夏濃的蘋果所屬經紀公司負責人，戲份不多，對謬有愛慕，後為馬季槍殺。
夏濃（Sharon Apple，配音：兵藤まこ）
銀河最高人氣之虛擬偶像，後因生物晶片之使用引發夏濃之蘋果事件。
希金斯將軍（配音：佐藤正治）
統合軍總司令，無人戰鬥機鬼魂X-9之支持者。

## 後記
本片中擔任夏濃的蘋果經紀人馬季之配音者，為初代超時空要塞飾演主角之一的馬克斯的速水獎。也因此在某單曲CD中，出現過一段速水獎與勇及另一位初代超時空要塞主角米莉亞的有趣對話。
而本片的主角勇·戴森於2011年作品【劇場版 マクロスF 戀離飛翼～サヨナラノツバサ～】中，作為SMS飛行員客串登場。當時為2059年，勇時值44歲。

## 登場兵器
- VF-11雷霆式戰鬥機
- VF-14吸血鬼戰鬥機
- YF-19/VF-19王者之劍
- YF-21/VF-22雨燕
- 鬼魂X-9

## 制作人员
- 企画 - 大西良昌、茂木隆、末吉博彦、宮田達夫、浅見勇
- 原作 - Studio Nue、河森正治
- 总导演 - 河森正治
- 导演 - 渡边信一郎
- 剧本 - 信本敬子
- 机械设计 - 河森正治
- 人物设计 - 摩砂雪
- 舞台設定、机械設定 - 宫武一贵、河森正治
- 分镜 - 河森正治、渡边信一郎、樋口真嗣（2話、3話、劇場版）
- 作画監督 - 摩砂雪（夷倭世名義）（1話）、青野厚司（2話）、森山雄治（3話）、瀬尾康博（4話、劇場版）
- 特技監督 - 板野一郎
- 机械作画監督 - 後藤雅巳（4話）
- 美術監督 - 針生勝文
- 撮影監督 - 高橋明彦（1話）、安津畑隆（2～4話、劇場版）
- 音響監督 - 三間雅文
- 音響効果 - 柴崎憲治
- 色彩設定 - 西香代子
- 編集 - 掛須秀一
- 設定 - 田中精美、佐山善則
- 动画制作 - TRIANGLE STAFF
- 音楽 - 菅野洋子（劇中曲「Information High」のみCMJK）
- 音楽監修 - 溝口肇
- 出品 - 大西加紋、高梨実、津田義夫、井口亮、神田浩武
- 製作、著作 - 万代影视、Big West、ヒーロー、毎日放送、小学馆